# نقش اسید آمینه در کشاورزی
ساختار اسیدهای آمینه
نبود اگر بود هیدرولیز

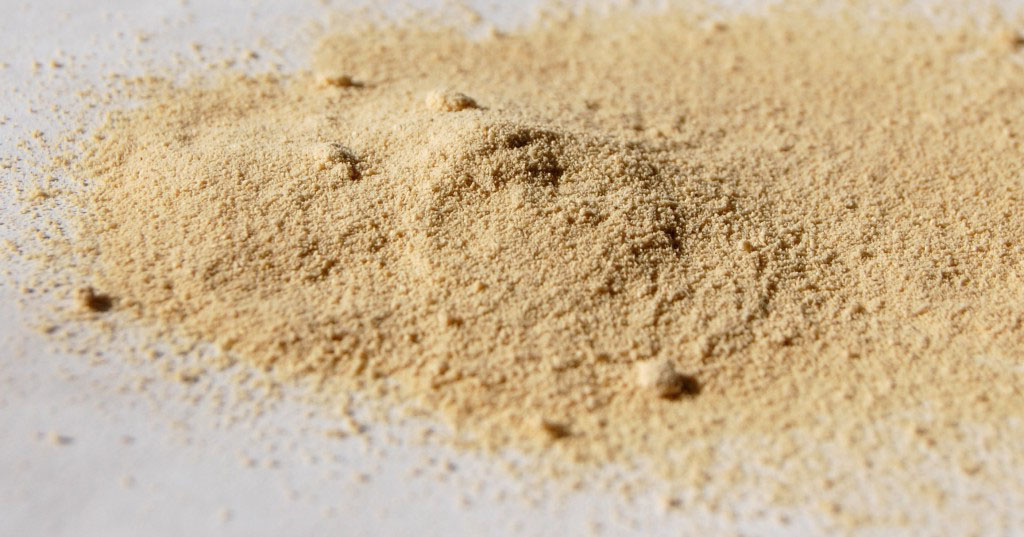
اسیدهای آمینه در مقاومت در برابر شرایط غرقابی، مقاومت به آفات و بیماری‌ها، مقاومت به آلودگی‌های هوا (سطح بالای اوزن و بارانهای اسیدی) نقش مهمی را ایفا می‌کنند

اسیدهای آمینه زیرواحدهای پروتئین‌ها می‌باشند که دارای یک گروه COOH، NH2 و یک گروه هیدروژن و گروه R جانبی می‌باشند. گروه R در اسیدهای آمینه متفاوت بوده و بر طبق نوع گروه R، ما دارای بیست نوع اسید آمینه می‌باشیم. در صورتی که گروه NH2 در سمت راست ساختار اسید آمینه قرار گرفته باشد، به آن نوع D و در صورتی‌که در سمت چپ ساختار قرار گرفته باشد، به آن نوع L می‌گویند. تنها اسیدهای آمینه نوع L در بیوسنتز پروتئین‌ها به کار برده می‌شوند. اسیدهای آمینه به دو دسته ضروری و غیرضروری تقسیم‌بندی می‌شوند که اسیدهای آمینه ضروری به آن دسته از اسیدهای آمینه گفته می‌شود که گیاه قادر به سنتز آن‌ها نبوده و باید در اختیار گیاه قرار بگیرد. اسیدهای آمینه غیرضروری به آن دسته‌ای می‌گویند که گیاه قادر به سنتز آن‌ها می‌باشد. هر کدام از اسیدهای آمینه در فیزیولوژی گیاه نقشی را برعهده دارند، به عنوان مثال آلانین در سنتز کلروفیل و پرولین در جوانه زدن دانه‌های گرده نقش دارد. برای بدست آوردن اسیدهای آمینه سه روش وجود دارد که عبارتند از:
- هیدرولیز اسیدی
- هیدرولیز اسیدی کنترل شده
- هیدرولیز آنزیمی

## نقش اسیدهای آمینه در مقاومت به استرس
اسیدهای آمینه در مقاومت در برابر شرایط غرقابی، مقاومت به آفات و بیماری‌ها، مقاومت به آلودگی‌های هوا (سطح بالای اوزن و بارانهای اسیدی) نقش مهمی را ایفا می‌کنند. در این رابطه می‌توان نقش اسیدهای آمینه در مقاومت به تنش‌ها را در صرفه جویی در مصرف انرژی برای گیاه خلاصه کرد. با مصرف کودهای شیمیایی، آمونیاک وارد خاک شده که در اثر ترکیب با ماده آلفاکتوگلوتارات تولیدگلوتامات یا اسید گلوتامیک را می‌کند که یک اسید آمینه است. در کل واکنش ترکیب آفاکتوگلوتارات + آمونیاک وتشکیل گلوتامات یک مولکول NADH مصرف می‌شود که معادل با سه مولکول ATP است. آلفاکتوگلوتارات ماده‌ای است که در چرخه TCAتولید می‌شود. گلوتامات با یک مولکول آمونیاک ترکیب شده و تولید گلوتامین را می‌کند که این واکنش نیز با صرف یک مولکول ATPهمراه است. زمانی که گلوتامات و گلوتامین یا سایر اسیدهای آمینه از طریق محلول پاشی در اختیار گیاه قرار می‌گیرد، هیچ‌کدام از این واکنش‌ها صورت نگرفته و گیاه انرژی را برای بدست آوردن اسید آمینه صرف نمی‌کند. انرژی کسب شده از این طریق می‌تواند صرف مقاومت به تنش‌های محیطی گیاه گردد

## شرایط مناسب برای باکتری‌های تثبیت‌کننده ازت
بالا بودن ترکیبات کربن، پایین بودن سطح ترکیبات نیتروژنه در خاک (به عنوان مثال در خاکهایی که به دلیل استفاده از کودهای نیتروژنه سطح ترکیبات N بالاست)، تقریباً مقدار Rhizobium.meliloti که با گیاه یونجه ازت را تثبیت می‌کند، در خاک به صفر می‌رسد، حفاظت واکنش نیتروژناز از اکسیژن که این کار توسط هتروسیست صورت می‌گیرد. هتروسیست محفظه‌ای است که واکنش نیتروژناز در آن صورت گرفته و جنس دیواره‌های آن از پلی بتاهیدرکسی بوتیرات است. ریشه‌های گیاه که در معرض باکتری‌های تثبیت‌کننده ازت قرار می‌گیرند، برای تثبیت ازت و همزیستی با باکتری ابتدا تغییر شکل می‌دهند که این تغییر شکل به دو صورت انجام می‌شود: یا در پاسخ به ZAA یا ایندول استیک اسید صورت می‌گیرد که از باکتری ترشح می‌شود، یا در پاسخ به هورمون اتیلن صورت می‌گیرد. پیش ساز ایندول استیک اسید، اسید آمینه تریپتوفان است و پیش ساز اتیلن نیز اسید آمینه متیونین بوده که می‌توانند از طریق محلول پاشی در اختیار گیاه قرار داده می‌شود. در ارتباط با گیاه و باکتری‌ها، می‌توان گفت که گیاه آب و مواد معدنی را در اختیار باکتری قرار داده و باکتری‌ها نیز این نیتروژن را به صورت اورتیدها و آمینواسیدها در اختیار گیاه قرار می‌دهند. شرایط اسیدی بودن خاک باعث از بین رفتن باکتری‌های تثبیت‌کننده ازت می‌گردد

## دسته‌بندی اسیدهای آمینه به دو گروه ضروری و غیرضروری
اسیدهای آمینه به دو گروه ضروری و غیرضروری تقسیم‌بندی می‌گردند که اسیدهای آمینه ضروری عبارتند از: آرژنین، هیستیدین، ایزولوسین، لوسین، لیزین، متیونین، فنیل آلانین، ترئونین، ترپتوفان، والین.
اسیدهای آمینه غیرضروری که عبارتند از: آلانین، آسپارتیک اسید، آسپارانین؟، سیستئین، گلوتامیک اسید، گلوتامین، گلیسین، پرولین، سرین، تیروزین.
اسیدهای آمینه آلیفاتیک؟که عبارتند از: اسیدهای آمینه غیرقطبی و هیدروفوبیک؟. هر چقدر تعداد اتم‌های کربن در زنجیره جانبی افزایش پیدا کند، مقدار آب گریزی اسید آمینه نیز افزایش پیدا می‌کند. این اسیدهای آمینه عبارتند از: گلیسین، آلانین، والین، لوسین، ایزولوسین. این اسیدهای آمینه در دورن ساختار پروتئین قرار می‌گیرند. آلانین و گلیسین ممکن است هم در درون ساختار پروتئین و هم در خارج آن قرار بگیرند. گلیسین، نیز به دلیل داشتن یک گروه جانبی کوچک نقش کمتری بر روی پیوندها و تقابل‌های هیدروفوبیکی دارد
اسیدهای آمینه آروماتیک
اسیدهای آمینه آروماتیک، به نسبت غیرقطبی هستند که تمام اسیدهای آمینه آروماتیک قادر به جذب نور فرابنفش هستند. تیروزین و تریپتوفان نسبت به فنیل آلانین مقدار بیشتری را جذب می‌کنند که تریپتوفان در nm ۲۸۰ بیشترین مقدار جذب نور فرابنفش را دارد. تیروزین، تریپتوفان و فنیل آلانین جزء این دسته هستند.
اسیدهای آمینه باردار
به اسیدهای آمینه‌ای گفته می‌شود که در pH فیزیولوژیک دارای بار منفی هستند. گلوتامات، آسپارتات و اسیدهای آمینه‌ای که درpH فیزیولوژیک دارای بار مثبت هستند که از این دسته می‌توان به آرژنین و لیزین اشاره کرد
اسیدهای آمینه غیر قطبی
می‌توان به آلانین، گلیسین، ایزولوسین، لوسین، متیونین، فنیل آلانین، پرولین و والین اشاره کرد. این اسیدهای آمینه دارای گروه‌هایR جانبی هستند که یا آروماتیک بوده یا دارای گروه‌های هیدروکربن یا الکیل هستند. هر چقدر تعداد گروه‌های آلکیل در گروه جانبی بیشتر باشد، مقدار غیرقطبی بودن نیز در این اسیدهای آمینه بیشتر است
اسیدهای آمینه قطبی
اسیدهای آمینه‌ای که در زنجیره جانبی خود دارای گروه‌های اسیدی- آمیدی- الکلی و آمینی می‌باشند را اسیدهای آمینه قطبی می‌گویند که از این گروه می‌توان به آرژنین، آسپالاژین، آسپارتیک اسید، گلوتامیک اسید، گلوتامین، هیستیدین، لیزین، سرین، ترئونین، تریپتوفان و تیروزین اشاره کرد

## نقش اسیدهای آمینه در گیاهان
- آلانین: در سنتز کلروفیل و در تنظیم باز شدن روزنه‌های گیاهی، در گرده افشانی، و در مقاومت به خشکی نقش دارد.
- پرولین: در جوانه زنی دانه‌های گرده، در استرس شوری، و مقاومت به شرایط خشکی و دما نقش دارد.

گلوتامیک اسید: در جوانه زنی بذر و به عنوان یک پیش ساز در سنتز کلروفیل کاربرد دارد. گلوتامیک اسید همچنین در سنتز سایر اسیدهای آمینه نیز نقش دارد.
- آسپارتیک اسید: در جوانه زنی بذور و در متابولیسم اسیدهای آمینه نقش دارد.
- فنیل آلانین: در گرده افشانی مؤثر است.
- تیروزین: در گرده افشانی و در مقاومت به تنش‌های محیطی نقش دارد.
- سرین: در گرده افشانی مؤثر است.
- ترئونین: در گرده افشانی و مقاومت به تنش‌های محیطی نقش دارد.
- گلیسین: به عنوان یک پیش ساز در تشکیل گروه‌های پیرول و در سنتز کلروفیل نقش دارد.
- والین: در گرده افشانی و در مقاومت به شرایط تنش‌های محیطی و در جوانه زنی بذرها نقش دارد.
- لوسین: در مقاومت به شوری و در جوانه زنی دانه‌های گرده نقش دارد.
- ایزولوسین: در مقاومت به شوری، در جوانه زنی دانه‌های گرده و در گرده افشانی مؤثر است.
- هیستیدین: در تنظیم باز شدن روزنه‌های برگ مؤثر است.
- متیونین: به عنوان پیش ساز هورمون اتیلن و در تنظیم باز شدن روزنه هیا برگ مؤثر است.
- سیستنین: در ساختار آنزیم نیتروژناز که در تثبیت بیولوژیک ازت نقش دارد، به کار می‌رود.
- لیزین: در تنظیم باز شدن روزنه‌های برگ، در جوانه زنی دانه‌های گرده، در سنتز کلروفیل کاربرد دارد.
- آرژنین: در مقاومت به تنش شوری و به عنوان یک پیش ساز برای تشکیل پلی آمین‌ها به کار می‌رود.